# Лопацика
Лопа́цика (рум. Lopățica) — село в Кагульському районі Молдови, утворює окрему комуну.
Село розташоване на річці Мала Салча. Населене етнічними болгарами.